# Bydło węgierskie szare

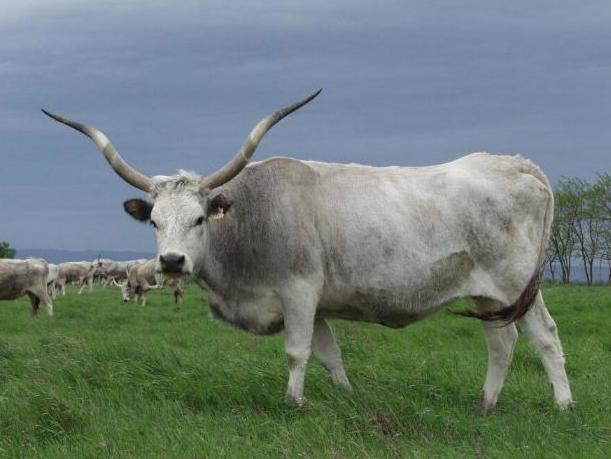
Bydło węgierskie szare w zachodnich Węgrzech

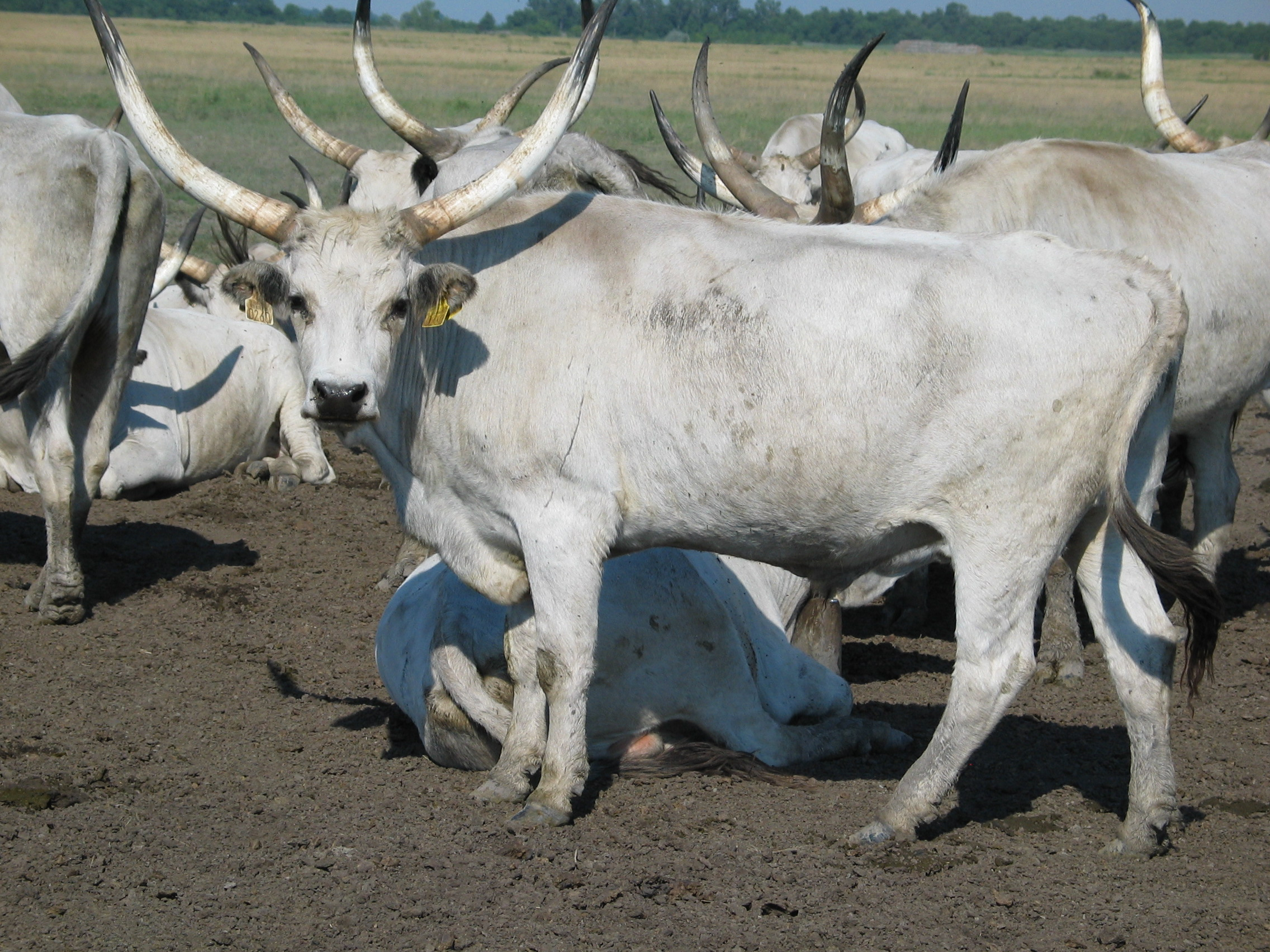
Stado w Parku Narodowym Hortobágy

Bydło węgierskie szare (węgierskie siwe bydło stepowe) – węgierska rasa mięsnego bydła domowego, pochodząca z węgierskich stepów (puszty), która zagrożona jest wyginięciem.
Na terenie Polski jeszcze w XIX i w pierwszej połowie XX w. w okolicy Wołosatego okoliczna ludność zajmowała się hodowlą węgierskiego bydła szarego sprowadzanego wiosną z Węgier, wypasanego na połoninach bieszczadzkich i jesienią sprzedawanego na rzeź.

## Opis
Osobniki bydła węgierskiego szarego mają bardzo długie, lirowate rogi. Dorosłe krowy ważą ok. 550 kg i mają ok. 140 cm w kłębie, natomiast dorosłe buhaje ważą ok. 900 kg i osiągają 150 cm w kłębie. Maść jest srebrzysto-siwa do popielatoszarej. Głowa, szyja, i górna część uda często ciemniejsze, zwłaszcza u buhajów. Posiada mocne i twarde racice.

## Wykorzystanie
Rasa ogólnoużytkowa. Daje mleko, jest użytkowana jako zwierzę robocze (wykorzystywany m.in. przez czumaków) oraz rzeźne.

## Historia
Pochodzenie genetyczne bydła rasy węgierskiej szarej nie zostało ostatecznie wyjaśnione. Zwierzęta przodków mogły pochodzić z Azji lub z obszarów śródziemnomorskich, a także zasugerowano genetyczny wkład dzikich żubrów. Charakter rasy rozwijał się powoli pod wpływem węgierskich hodowców. Rasa była hodowana przez wiele wieków na węgierskich stepach. Od XV do XVII w. mięso poszukiwane na rynkach Norymbergii, Wenecji i Strasburga. Stada pokonywały te kilkuset kilometrowe trasy pieszo. Eksportowano w ten sposób kilkadziesiąt tysięcy sztuk bydła rocznie, a w wieku XVII nawet 100 000 sztuk rocznie.
Po II wojnie światowej wprowadzając do hodowli nowe, wydajniejsze rasy zwierząt, w tym bydła, spowodowano wyzbywanie się starych ras, zastępując je nowymi, które były bardziej produktywne. Szare bydło węgierskie znikało w zawrotnym tempie, do tego stopnia, że w 1975 pozostało ich zaledwie 300 sztuk. Wówczas postanowiono otoczyć je specjalną ochroną, a ostatnie czystorasowe osobniki umieszczono w Parku Narodowym Hortobágy we wschodnich Węgrzech. Osobniki tej rasy krzyżowane z innymi rasami mogą służyć do tworzenia silnych, odpornych na trudne warunki mieszańców.